# Mohammed Mossadeq
Mohammed Mossadeq (persa: محمد مصدق) (Teheran, 16 de juny de 1882 – Ahmadabad-e Mosaddeq, 5 de març de 1967) fou un polític iranià primer ministre del seu país del 1951 al 1953.

## Biografia
D'una família de terratinents, els Ashtiyani Bakhtiari, era per la seva mare (rebesneta del xa Fat·h-Alí Xah Qajar 1797-1834) descendent dels qajars i tenia una germana casada amb Mudhàffar-ad-Din Xah Qajar (1896-1907). Va rebre el títol de Musaddik al-saltana a la mort del seu pare vers 1894. Quan l'adopció de nom de família va esdevenir obligatori va adoptar el títol com a cognom.
Va ocupar diversos llocs a l'Administració a partir dels 16 anys, el primer al Khorasan. Es va casar amb una neta de Nàssir-ad-Din Xah Qajar (1848-1896) amb la qual va tenir dos fills i tres filles. A la primera Assemblea Nacional o Majlis el 1906 hi fou elegit per Esfahan, però no hi va poder accedir en tenir menys de 30 anys, l'edat mínima. El 1909/1910 va anar a estudiar a París però va retornar a l'Iran per motius de salut. El 1911 va anar a Suïssa i el 1914 va fer una tesi de dret islàmic. El mateix any va tornar a l'Iran (llavors encara Pèrsia) i va fer de mestre.

## Polític de primer nivell
El 1916 fou viceministre de Finances. A finals de 1917 va tornar a Suïssa. El 1920 fou nomenat ministre de Justícia i va retornar a l'Iran en vaixell; el país estava desorganitzat i quan anava de Bushire (on havia desembarcat) a la capital passant per Siraz, els notables de la ciutat el van convèncer per esdevenir governador del Fars, càrrec que estava vacant, i que va ocupar de la tardor del 1920 a la primavera de 1921. Quan Sayyid Diya al-Din Tabatabai va esdevenir primer ministre el 21 de febrer de 1921 va ordenar la seva detenció i es va haver de refugiar entre els bakhtiyaris.
A la caiguda de Diya al-Din el 4 de juny de 1921 va esdevenir ministre de Finances al gabinet d'Ahmad Qawam as-Saltana que només va durar fins al 12 d'octubre de 1921 i després el febrer de 1922 fou nomenat governador de l'Azerbaidjan que va exercir durant cinc mesos. El juny de 1923, fou ministre d'afers exteriors en el segon gabinet de Mirza Hassan Khan Pirnia, però no tenia bona relació amb Rida Khan (Reza I de l'Iran) i va presentar la dimissió l'octubre del mateix any.
El febrer de 1924 va entrar al Parlament per Teheran. es va oposar a Rida Khan, proclamat Rida Shah, el que fou considerat normal estant tan lligat a la dinastia dels qadjars.

## Exili
El 1930 el xa, cansat de les seves crítiques, el va desterrar a Ahmadabad a 120 km a l'oest de Teheran però uns anys després va poder abandonar el lloc i va anar a Berlín per un tractament mèdic.
El 1940, quan ja havia retornat, fou arrestat i enviat desterrat a Birdjand, però després autoritzat a tornar a Ahmadabad. Amb la invasió anglo-soviètica de 1941 (agost), Rida Shah va abdicar i el seu fill Mohammad Reza Pahlevi va proclamar una amnistia. En les eleccions al Madjlis o Parlament el 1943 va ser el diputat que va tenir més vots dels trenta elegits per Teheran, premiant així la seva vella oposició als Pahlevi. La situació econòmica era delicada i el 1944 algunes companyies petrolieres van demanar noves concessions, creant una forta oposició al Parlament que no estava disposat a concedir aquestes peticions. El novembre de 1944 va presentar una proposta que prohibia per llei la negociació sobre noves concessions fins al final de la guerra i la retirada de totes les tropes estrangeres de l'Iran; el 2 de desembre la proposta de llei fou aprovada.

## Retorn a la política activa
En el cinquè Madjlis de 1947, Mossadeq fou reelegit. Va iniciar sessions el juliol de 1947 i el govern va demanar autorització per una nova convenció petroliera amb la Unió Soviètica, però la petició fou negada pel Parlament i la possibilitat de concessions als soviètics va quedar tancada. L'opinió pública pensava que l'altra part que gaudia de concessions, l'Anglo-Iranian Oil Company (AIOC), estava dominada com accionista majoritari pel govern britànic i que per tant això implicava una influència britànica sobre el país, i Mossadeq donava suport a aquesta posició en la seva teoria de l'"equilibri negatiu" (cap de les potències havia de tenir influència a l'Iran i, per tant, cap havia de tenir concessions). L'AIOC i el govern iranià van negociar acords sobre les regalies a pagar i es va arribar a un principi d'acord el juliol de 1949, però fou rebutjat per la comissió petroliera del sisè Madjlis el desembre de 1950 (Mossadeq presidia aquesta comissió).
La posició de Mossadeq li havia valgut molts suports i s'havia format el Front Nacional (Jabha-e Milli) una associació en la qual participaven nombrosos grups polítics de diverses tendències. El Front i el partit Tudeh (comunista) es van manifestar contra l'acord. L'aiatollà Abu l-Kasim Kashani, molt influent, va proposar la nacionalització de l'AIOC.

## Primer ministre
Davant el creixement del sentiment contra els britànics, el xa va nomenar primer ministre el 26 de juny de 1950 a un general, Ali Razmara, però aquest fou assassinat per un seguidor de Kashani el 7 de març de 1951; el va substituir el dia 12 Hossein Ala, que no va poder impedir la nacionalització pel Parlament de l'AIOC i va dimitir i el 30 d'abril Mossadeq era nomenat oficialment pel xa com a primer ministre. L'AIOC va oferir resistència a la nacionalització i les mesures de pressió foren contestades. Com que tenia altres explotacions i no depenia de les de l'Iran, va aturar la producció i va retirar al personal (octubre de 1951). L'AIOC va proposar un arbitratge, previst a l'acord de 1933, que fou rebutjat per Mossadeq. Els intents de negociació van fracassar i l'Iran va trencar relacions diplomàtiques amb la Gran Bretanya el 1952. L'ajut militar americà va quedar suspès per tres mesos i després el juny definitivament fins a la solució del conflicte. Tot això va fer entrar l'economia en crisis i la situació de la població es va deteriorar.
El febrer de 1952 va tancar portes al final del mandat el cinquè Madjlis i es van celebrar eleccions. La simpatia per Mossadeq semblava esgotar-se i la votació fou suspesa en diversos districtes. El Parlament que es va reunir no tenia la unanimitat sobre si representava plenament al poble. Mossadeq tornava a ser primer ministre però el 16 de juliol de 1952 quan el xa va haver d'aprovar el nou gabinet, Mossadeq va fer valer la seva prerrogativa constitucional de nomenat al ministre de la Guerra i al cap d'Estat Major que fins aleshores nomenava el xa. Aquest va refusar i Mossadeq va dimitir i va demanar suport a la població. El 17 de juliol fou nomenat primer ministre Ahmad Qawam as-Saltana, de l'Hezb-e-Demokrat-e-Iran (Partit Democràtic de l'Iran) que va anunciar la represa de negociacions amb l'AIOC. Llavors el Front Nacional, amb el suport de moviments socialistes, islamistes i altres (incloent-hi el Tudeh) van iniciar vagues i manifestacions en favor de Mossadeq que van afectar la major part de les ciutats de l'Iran; el basar de Teheran va tancar portes. Uns 250 manifestant van ser morts o malferits per la policia i l'exèrcit a Teheran, Hamadan, Ahwaz, Esfahan, i Kermansah. Al cap de cinc dies l'exèrcit es va retirar als quarters (els soldats començaven a mostrar signes de rebel·lia). El xa va acceptar la dimissió de Qawan i va nomenar a Mossadeq, acceptant el seu control sobre els militars com havia demanat (22 de juliol).
El 3 d'agost de 1952 el Madjlis li va concedir plens poders en matèria econòmica, judicial, administrativa i militar, durant sis mesos. L'octubre fou dissolt el senat. El gener de 1953 li foren renovats. Els militars i funcionaris oposats foren posats en arrest domiciliari. Un referèndum el juliol de 1953 va dissoldre el Madjlis i va concedir plens poders a Mossadeq.

## Cop d'estat
El xa va decidir cessar a Mosadeq com a primer ministre però aquest va refusar acceptar la destitució i el xa, per temor a la reacció del primer ministre, va fugir del país. Un cop d'estat organitzat per la CIA i dirigit pel general Fazlollah Zahedi (o Fadl Allah Zahidi, que fou nomenat primer ministre) va fer un cop d'estat el 19 d'agost de 1953 i va arrestar Mossadeq. El xa tornava poc després a Teheran. Mossadeq fou jutjat per un tribunal militar acusat d'altra traïció i declarat culpable (21 de desembre de 1953) sent condemnat a tres anys de reclusió.
Va complir la condemna i després es va retirar a Ahmadabad on va residir tranquil·lament fins que va morir a 84 anys el 5 de març 1967.